# Kritik und Selbstkritik

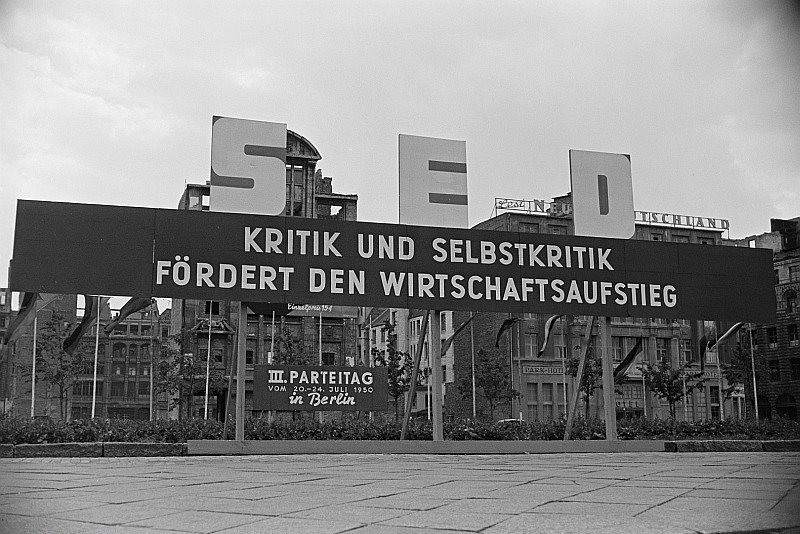
Aufruf zur Kritik und Selbstkritik anlässlich des dritten Parteitages der SED (1950)

Kritik und Selbstkritik (russisch критика и самокритика kritika i samokritika) war die kommunikative Praxis von Angehörigen kommunistischer Parteien und Organisationen im 20. Jahrhundert, sich gegenseitig wie auch selbst zu kritisieren.

## Begriffsgeschichte
In der sowjetischen Propagandasprache ist der Begriff erst seit dem 15. Parteitag der KPdSU (Dezember 1927) nachweisbar. Er war zunächst kein philosophischer Terminus, sondern nur als Schlagwort Teil einer populistischen Kampagne, in deren Verlauf Stalin die „einfachen Arbeiter“ dazu aufforderte, „von unten her“ an vermeintlich korrupten Funktionären Kritik zu üben. Die Vorsilbe „selbst-“ bezog sich ursprünglich nicht auf den einzelnen Kritiker, sondern auf das Proletariat, welches sich dadurch kollektiv „selbst“ kritisierte.
Erst nach dem Zweiten Weltkrieg wurde „Kritik und Selbstkritik“ zum philosophischen Prinzip des Marxismus-Leninismus erhoben und auf die Dialektik Hegels zurückgeführt. Dabei wurden Kritik und Selbstkritik in Abgrenzung zur destruktiven Kritik, die dem Klassenfeind zugewiesen wird, als konstruktive fachliche, politische oder wissenschaftliche Auseinandersetzung definiert.
In den folgenden Jahrzehnten kam es noch mehrmals zu Wellen der „Selbstkritik“. Die in den 1980er Jahren von Michail S. Gorbatschow unter dem Schlagwort „Glasnost“ geführte Kampagne stand in dieser Tradition.

## Praxis der Schuldbekenntnisse und ihre Deutung
In den 1930er Jahren wurde daraus an die Mitglieder der Kommunistischen Partei wie auch anderer sowjetischer Kollektive die Forderung abgeleitet, sich während der regelmäßig stattfindenden Versammlungen gegenseitig zu kritisieren. Solche Versammlungen wurden häufig protokolliert und die dort geäußerten gegenseitigen Anschuldigungen konnten Sanktionen nach sich ziehen (Rückversetzung in den Status des Parteikandidaten, Pflicht zur gesellschaftlichen Arbeit, berufliche Nachteile). 
Der Historiker und Schriftsteller Wolfgang Leonhard beschreibt, wie sich bei „Kritik und Selbstkritik“ die Vorwürfe von tatsächlichen Äußerungen des Kritisierten lösten und seine angebliche Gesinnung auf spekulative Weise thematisierten:

„Harmlose, nebensächliche, völlig unpolitische Aussprüche wurden ins Riesenhafte vergrößert und verzerrt, so dass charakterliche Eigenschaften und politische Konzeptionen erkennbar schienen. Danach wurden diese (nie formulierten) politischen Konzeptionen mit (ebenfalls nie ausgeführten) politischen Handlungen gleichgesetzt und schließlich die grauenhaften Konsequenzen vor Augen geführt.“

Öffentliche Beichte
Autoren wie Klaus-Georg Riegel, Oleg Charchordin und Berthold Unfried führen die „Selbstkritik“ in der einen oder anderen Form auf die christliche Beichte zurück. Für Klaus-Georg Riegel gehören öffentliche Schuldbekenntnisse (Kritik und Selbstkritik) zum wichtigsten Kontrollinstrumentarium, über das revolutionäre und religiöse Virtuosengemeinschaften (Max Weber) verfügen. Das öffentliche Geständnis von Verfehlungen gegen die Werte und Normen der Glaubensgemeinschaft umfasst a) das Bekenntnis der eigenen Schuld, b) die Unterwerfung unter die jeweilige Sanktionsinstanz und c) die Bereitschaft, die verhängten Bußleistungen zu übernehmen. Die „beständige Selbstreinigung“ des „revolutionären Ordens“, so N. Bucharin 1922, dient als Läuterungsritus, der auf das innere Selbst des erlösungswilligen Glaubensgenossen zielt, die Gewissenserforschung selbst zu übernehmen und bereit zu sein, die begangenen Verfehlungen freiwillig den Kontrollinstanzen der Gemeinschaft mitzuteilen. Es geht, wie G. Lukacs schon 1920 forderte, um eine „moralische Wandlung“. Es geht um die Wiedergeburt des Neuen Menschen, welche die Vernichtung der vormaligen Biographie voraussetzt. Dabei wird das öffentliche Schuldbekenntnis als rituelles Drama der individuellen Selbstbezichtigung und der kollektiven Bestrafung, der Läuterung und symbolischen Reinigung der Glaubensgemeinschaft nach institutionell festgelegten Regeln inszeniert. Öffentliche Schuldbekenntnisse sollen letztlich die in Virtuosengemeinschaften strukturell verankerte Unsicherheit über das Ausmaß an Glaubenstreue, Hingabebereitschaft und Gehorsamspflicht ihrer Mitglieder vermindern.
Laut Oleg Charchordin stand dabei die gegenseitige öffentliche Beschuldigung im Vordergrund, nicht das individuelle Schuldbekenntnis gegenüber einer Vertrauensperson. Die Praxis individueller Schuldbekenntnisse habe nur bei Kommunisten westeuropäischer Herkunft existiert, was auf die unterschiedlichen Beicht- und Reuepraktiken der westlichen (katholischen) und östlichen (griechischen bzw. russisch-orthodoxen) Kirchen zurückzuführen sei.
Berthold Unfried betrachtet die „Selbstkritik“ ebenfalls als ein der öffentlichen Beichte verwandtes Ritual und als Konzept gegenseitiger Überwachung unter Gleichen, hebt dabei aber im Gegensatz zu Charchordin die Bedeutung individueller Schuldbekenntnisse deutlich hervor. Oft seien die Anklagen und Selbstbezichtigungen allerdings Inszenierungen von Seiten einer höheren Instanz gewesen.
Politische Willensbildung
Im Gegensatz zu Unfried, Riegel und Charchordin bestreitet Lorenz Erren jegliche Verwandtschaft zu christlichen Beicht-, Buß- und Reuepraktiken und führt die Entstehung der „Selbstkritik“ auf eine „spezifisch stalinistische Form der politischen Willensbildung“ zurück, die einen ursprünglich demokratischen Abstimmungsmechanismus „in Geiselhaft genommen“ habe.
Laut Erren vermochte „Stalins Mehrheitfraktion“ während der 1920er Jahre (unter Berufung auf das erst 1921 eingeführte „Fraktionsverbot“) ihren Anspruch durchzusetzen, bei allen innerparteilichen Abstimmungen einstimmige Zustimmung zu erhalten. Abweichler, die mit Nein stimmten oder sich der Stimme enthielten (insbesondere die Anhänger Trotzkis), wurden ausnahmslos vor die Wahl gestellt, sich entweder nachträglich doch noch dem stalinistischen Mehrheitsvotum anzuschließen oder aus der Partei ausgeschlossen zu werden. Laut Erren hätten innerhalb der stalinistischen KPdSU ähnliche Mechanismen gewirkt wie in manchen demokratischen Parteien westlicher Staaten: Hier wie dort existiere ein Konformitätsdruck („Fraktionszwang“), der es Parteiführern ermögliche, aus ihren Anhängern einen stets „monolithisch“ auftretenden Block zu formen.
Laut Erren entwickelte sich die stalinistische Praxis der politischen Schuldbekenntnisse infolge dieses (durch polizeiliche Repressionsmaßnahmen verstärkten) Konformitätsdrucks aber vollkommen unabhängig vom Begriff der „Kritik und Selbstkritik“ – oder sogar im Gegensatz zu ihm.
Nicht die bolschewistische Parteielite, sondern erst andere Gruppen wie Schriftsteller, Künstler und deutsche Asylanten missverstanden laut Erren den Begriff der „Selbstkritik“ als Aufforderung, sich in eigener Person selbst zu kritisieren – nicht nur für politische Abweichungen, sondern auch für Sünden in der alltäglichen Lebensführung (Alkoholmissbrauch, sexuelle Promiskuität etc.).
Auch die Idee, einen „neuen Menschen“ heranzuzüchten, habe unter Stalin keine nennenswerte Rolle gespielt.

## Praxis in China
Die in der Kommunistischen Partei Chinas geübte Praxis weicht von der sowjetischen erheblich ab. Der Gedanke der moralischen Vervollkommnung („Überwindung des alten, egoistischen, kleinbürgerlichen Ich“) scheint hier eine weitaus größere Rolle gespielt zu haben, was in Kampf- und Kritiksitzungen mündete. Kritik und Selbstkritik lautet auch das 27. Kapitel der Worte des Vorsitzenden Mao Tsetung.